# Tulucești
Tulucești est une commune du județ de Galați en Roumanie.